# Élisabeth Zucman
Pour les articles homonymes, voir Zucman.
Élisabeth Zucman, née Fraenkel le 11 août 1930 à Paris et morte le 15 septembre 2019 à Paris, est une médecin française, spécialiste de rééducation et de réadaptation fonctionnelle.
Elle consacre l'essentiel de sa carrière aux personnes polyhandicapées. Elle est connue pour avoir contribué à l'émergence du terme polyhandicap en France.

## Biographie

### Famille et formation
Élisabeth Fraenkel naît le 11 août 1930 dans le 9e arrondissement de Paris. 
À partir de 1950, elle entame des études de médecine et en 1961, elle suit une spécialité nouvelle en France de médecine de rééducation et réadaptation fonctionnelle.
Elle épouse M. Zucman. De ce mariage naît Jessica Zucman-Rossi, professeur des universités-praticien hospitalier, ainsi qu'un garçon qui sera père de l'économiste Gabriel Zucman.

### Carrière professionnelle
Elle exerce au Nicaragua, en Angleterre et aux États-Unis puis revient en France,,. 
En 1965, elle contribue, avec le docteur Stanislaw Tomkiewicz, les professeurs Clément Launay, pédopsychiatre, Alexandre Minkowski, néonataliste et Stéphane Thieffry, neuropédiatre à la fondation du Comité d'études, d'éducation et de soins auprès des personnes polyhandicapées (Cesap) et en est sa première directrice médicale,.
En 1974, elle, devient conseillère technique du Centre technique national d'études et de recherches sur les handicaps et les inadaptations (CTNERHI aujourd'hui MSSH).
Elle œuvre au sein de plusieurs associations : le Groupe polyhandicap France (GPF) dont elle est présidente puis présidente honoraire (2003-2019), l'association « les tout-petits » dont elle est présidente d'honneur (2006-2019), le Haut conseil scientifique et pédagogique de la fédération des associations pour adultes et jeunes handicapés (Apajh), au Centre national d'études et de formation pour l'enfance inadaptée (Cnefei) de Suresnes (1985-1992), aujourd'hui Institut national supérieur de formation et de recherche pour l'éducation inclusive (INSHEA) où elle enseigne, au Conseil scientifique de l'Œuvre de secours aux enfants.
Elle aide à l'émergence du terme polyhandicap, le substituant à la notion de « arriéré profond ». C'est notamment dans son article La Guidance parentale, dans le no 159 de la revue Réadaptation d'avril 1969, alors qu'elle est secrétaire générale du Cesap, qu'apparait de manière officielle l'une des premières occurrences du terme « polyhandicap »,.

## Distinctions
Le 25 mars 2005, Élisabeth Zucman est nommée au grade de chevalier dans l'ordre national de la Légion d'honneur au titre de « médecin responsable d'un centre pour handicapés ; 44 ans de services civils et d'activités professionnelles ».

## Publications
Élisabeth Zucman a publié de nombreuses publications :
- « L'émergence de la personne polyhandicapée dans les années 1960 : les premiers développements de sa prise en considération », dans Philippe Camberlein, Gérard Ponsot (dir.), La personne polyhandicapée. La connaître, l'accompagner, la soigner, Paris, Dunod, coll. « Guides Santé.Social », 2021 (ISBN 978-2-10082-036-8).
- Prendre soin de ceux qui ne guériront pas : La médecine questionnée par l'incurabilité et la fin de vie, Toulouse, Ères, coll. « L'age et la vie », 2016a (ISBN 978-2-7492-4992-6).358p.
- Emmanuel Hirsch et Élisabeth Zucman, La personne polyhandicapée : éthique et engagements au quotidien, Toulouse, Ères, 2016b (ISBN 978-2-7492-4682-6).504p.
- L'action médico-sociale au service des personnes handicapées : Pour un juste renouveau, Toulouse, Ères, coll. « Espace Éthique », 2013 (ISBN 978-2-7492-3941-5).287p.
- Personnes handicapées, personnes valides : ensemble, semblables et différentes, Toulouse, Ères, coll. « Espace Éthique », 2012 (ISBN 978-2-7492-3205-8), 213p.
- Auprès de la personne handicapée : Une éthique de la liberté partagée, Toulouse, Ères, 2011 (ISBN 978-2-7117-7245-2).222p.
- Pour les enfants polyhandicapés, une pédagogie innovante, écrit par Annick Bataille et préfacé par Elisabeth Zucman, Toulouse, Ères, collection Trames, 2011,  (ISBN 978-2749214795)411p.
- Les infirmités motrices cérébrales, Réflexions et perspectives sur la prise en charge, en collaboration avec Jean-Claude Tabary, Danielle Truscelli, London, Elsevier Health Science France, 2011, 489p.
- Rapport de synthèse : La mise en œuvre des nouvelles annexes 24 et les CREAI, Lyon CREAI 1993. 46p.
- Les Enfants atteints de handicaps associés, les multihandicapés, rapport , éditeurs scientifiques, Elisabeth Zucman, Jacqueline Spinga, Centre technique national d'études et de recherches sur les handicaps et les inadaptations. France, PUF 1985, 338p.
- Les Personnels des services et établissements spécialisés pour les adultes handicapés, rapport, éditeurs scientifiques. Elisabeth Zucman, Marie-Annick Prigent, Centre technique national d'études et de recherches sur les handicaps et les inadaptations, 1984, 285p.
- Famille et handicap dans le monde, analyse critique de travaux de la dernière décennie, Elisabeth Zucman, Centre technique national d'études et de recherches sur les handicaps et les inadaptations, 1982, 181p.
- La Formation des assistantes maternelles, directrices de publication, Elisabeth Zucman, Myriam David, Marie-Annick Prigent, auteur Groupe d'étude sur la formation des assistantes maternelles., CTNERHI, 1981, volume 3, 137p.
- « Les besoins éducatifs particuliers : une clef pour la scolarisation de tous les élèves en difficulté », La nouvelle revue de l'adaptation et de la scolarisation, no Hors série no 5, juillet 2009, p. 115-134.
- « Les besoins éducatifs particuliers : une clef pour la scolarisation de tous les élèves en difficulté », La nouvelle revue de l'adaptation et de la scolarisation, no Hors série n°5,‎ juillet 2009, p. 115-134.
- « Évolutions du regard des professionnels sur la personne en situation de handicap », La nouvelle revue de l'adaptation et de la scolarisation, no 47,‎ 2009, p. 9-16.
- « Accès aux soins pour les personnes en situation de handicap : des préconisations pour réduire les obstacles », Revue de l'Apajh, no 103,‎ 2009, p. 32-34.
- « L'accès aux soins courants pour les personnes en situation de handicap », Les cahiers de l'actif, nos 402-403,‎ 2009, p. 199-208.
- « La reconnaissance de l'autre », GPF Colloque Unesco Éthique et polyhandicap,‎ 8 juin 2009, p. 58-59.
- « Polyhandicap et vie quotidienne : Les risques d'épuisement pour les aidants familiaux et professionnels », Réadaptation, no 537,‎ février 2007, p. 21-23.
- Elisabeth Zucman et Georges Saulus, « La question de la définition du polyhandicap », États généraux du polyhandicap. Groupe Polyhandicap France,‎ 2005, p. 15-21.
- « Pour en finir avec Doman », Faire face, no 565,‎ 1999, p. 16-17.
- « Les personnes polyhandicapées », dans Accompagner les personnes polyhandicapées : réflexions autour des apports d'un groupe d'étude du CTNERHI, Paris, CTNERHI, coll. « Études et recherche », 1998. 261p.
- « Éducation des enfants polyhandicapés », Journal d'ergothérapie,‎ 1988, 10, 2, p. 43-45.
- « La commission départementale d'éducation spéciale : premier bilan », Informations Sociales, no 06,‎ 1981, p. 96-102.
- Jean-PierreDeschamps, Michel Manciaux, Roger Salbreux, Jacques Vetter et Élisabeth Zucman, L'enfant handicapé et l'école, Paris, Flammarion, coll. « médecine-sciences », 1981 (ISBN 2-257-10414-5).
- « Arriération profonde - Débilité profonde : un même problème », Cesap Informations, no 12,‎ 1973, p. 16-22.
- « La guidance parentale », Réadaptation, no 159,‎ avril 1969, p. 23-26.
- (en) « A history of the care of the "forgotten" : multiple disabilities ... The challenge of learning », dans Jo Lebeer, Adelina Candeias, Eniko Batiz, Reka Orban, Marina Rodocanachi, Enabilty, Antwerp, Garant, 2023, 415 p. (ISBN 978-90-441-3940-2)

## Pour approfondir